# Naissance en 1002
Naissance
- 998
- 999
- 1000
- 1001
- 1002
- 1003
- 1004
- 1005
- 1006

Cette page dresse une liste de personnalités nées au cours de l'année 1002 :
- Adélaïde de Normandie
- Adolf II de Lotharingie (en)
- Al-Khatib al-Baghdadi, historien.
- Aristakès Lastivertsi, historien et chroniqueur arménien.
- Syed Soleman Shah
- Mei Yaochen, poète chinois.

- 21 juin : Bruno d'Eguisheim-Dagsbourg, futur pape Léon IX[1].